# 三田尻塩田記念産業公園

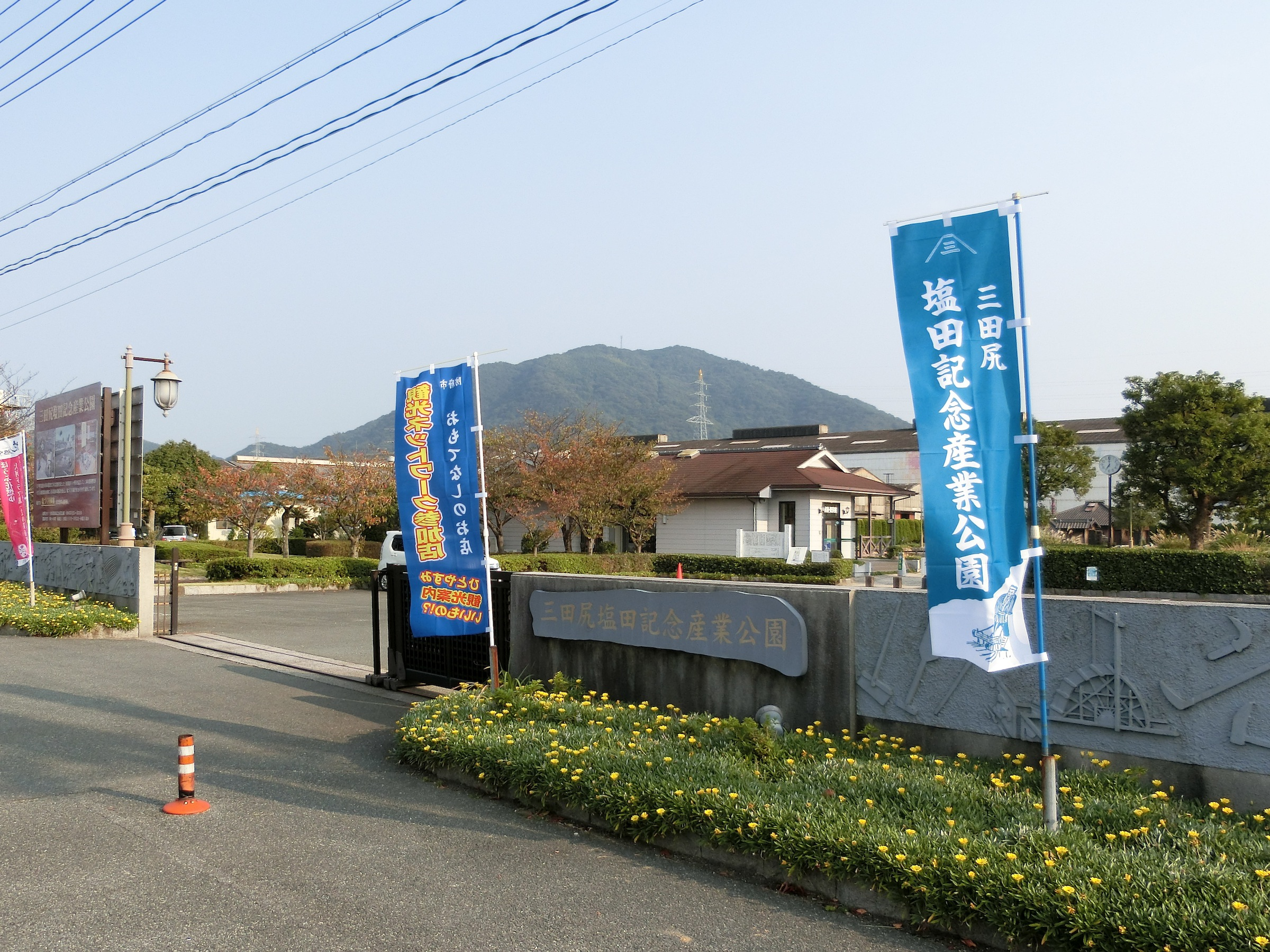
三田尻塩田記念産業公園

三田尻塩田記念産業公園（みたじりえんでんきねんさんぎょうこうえん）は、山口県防府市大字浜方鶴浜にある展示館。1992年に開業。開業時の名称は三田尻塩田記念公園。

## 概要

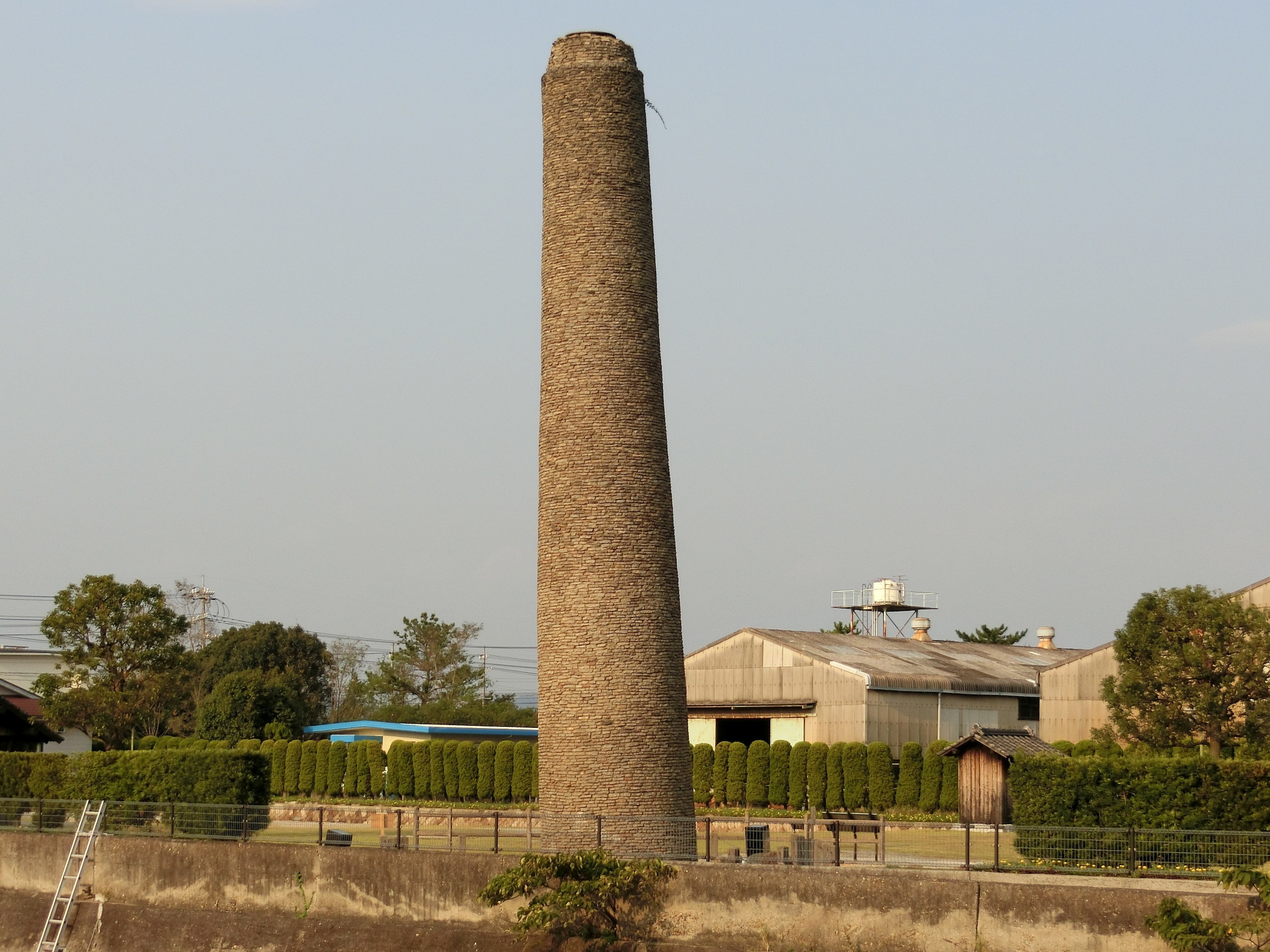
旧越中屋釜屋煙突

三田尻は江戸時代中期から1960年2月まで約260年間にわたって、全国有数の塩の産地として栄えた。その塩田跡地の一角に、かつての入浜式塩田の諸施設を復元し、併せて道具類の展示、塩づくりの様子が展示されている。
園内には、大正前期に造られた石造りの釜屋煙突（高さ12.5メートル、内径43センチメートル）が現存している。公園開業に先立つ1990年（平成2年）に改修されており、2012年（平成24年）には「三田尻塩田旧越中屋釜屋煙突」として登録有形文化財とされた。

## 交通アクセス
- JR防府駅から防長バス中浦行きで約10分、長平橋下車徒歩約10分
- 山陽自動車道防府西IC、防府東ICより各約20分（県道58号線沿い）